# Happy☆Magic! 〜ハピ☆マジ!〜
『Happy☆Magic! 〜ハピ☆マジ!〜』（ハッピー・マジック ハピ・マジ）は2010年11月3日にポニーキャニオンから発売された恋愛アドベンチャーゲーム。乙女ゲームにも該当する。

## 概要
『ミラクル☆トレイン』のスタッフによる魔法学校を舞台とした恋愛アドベンチャーゲーム。通常版・限定版共に本編前のストーリーが収録されたのドラマCDが、限定版のみにデスクトップアクセサリーのCD-ROMが特典として封入された。

## あらすじ
物語の舞台は都内にある『私立オルタンシア学園』。この学園は一般教養の他に魔法に関する科目が組み込まれたいわば魔法学校である。
2学期の始め、魔女科に通う主人公に担任教師からある課題が出される。それは『クリスマスの日までに学園内の誰かを自らの虜にして恋の証を手に入れる事』。達成できなかった者は補習授業つき。
そこで主人公は学園内でも人気のイケメン5人組、通称『ジュエルファイブ』をターゲットにと決める。
果たして主人公は課題を達成し、恋の証を手に入れられるのか・・・？

## 登場人物
秋篠 テマリ（あきしの てまり）（名前変換可能）
声：なし
主人公。魔女科所属の高校2年生。明るくポジティブな性格で負けず嫌い。感情が表に出やすく、それによって魔力の量や質が左右されやすいため魔女としての実力はまだまだ。企み事をする時はかなり怖い顔になる模様。当初は課題達成のためジュエルファイブの面々に接近したが、彼らと深く付き合っていくことで恋愛に一途になっていく。
水無月 白夜（みなづき はくや）
声：入野自由
通称『ダイヤモンドの君』。白魔術科の高校2年生。身長175cm、4月6日生まれ、A型。
主人公の幼馴染。しかし高校に入ってからはやや疎遠。図書委員を務めており、読書が好き。優しく落ち着いた性格で、ここぞという時に押しが弱い。天然でサラリととんでもない発言や無意識に人を動かす事もある。主人公に想いを寄せており、彼女に関することでは声を荒らげたり積極的になる事も多いが本人の前ではそうもいかない。
新島 雅黒（にいじま がく）
声：鈴村健一
通称『ルビーの君』。黒魔術科の高校2年生。身長178cm、7月27日生まれ、O型。
自由奔放で口が悪く、主人公をからかっては楽しむ意地悪な性格。しかし、傷ついた使い魔を転生させるなど優しい面も。美味しい物が好きで、呼び出した悪魔を使って本場から料理を持ってこさせるほど。音楽好きでギターも練習中。数年前に起こした出来事がきっかけで他人（特に女子）と深く関わらないように努めている。
七瀬 紫陽（ななせ しよう）
声：遊佐浩二
通称『アメシストの君』。陰陽道科の高校3年生。身長182cm、2月14日生まれ、AB型。
平安時代から続く陰陽師の名門、七瀬家で跡継ぎになるよう育てられた。弓道部所属。物静かで大人びているが、幼少期より陰陽師としての修行ばかりに励んでいたため、やや世間知らずな行動をとる事も稀。幼い頃は京都で育ったため、京都弁で話す。200体近くいる式神には全員に名前をつけている。
日向 紺（ひゅうが こん）
声：平川大輔
通称『サファイアの君』。錬金術科の高校1年生。身長172cm、9月30日生まれ、A型。
1年生ながら個人実験室を与えられるほどの天才少年。全ての物事を計算で解いたり等価交換を求めるなど徹底的な合理主義者。クールで知的だが、予想外の出来事には疎い。両親からあまり愛情を注がれておらず、自分を見てくれるよう錬金術の勉強を始めた過去を持ち、そのため自らを押し殺してでも周囲の期待に答えるよう振舞っている。
碧山 八重（みやま はちえ）
声：羽多野渉
通称『エメラルドの君』。占術科の高校3年生。身長180cm、5月16日生まれ、B型。
キラキラしたオーラを放ち、常に笑顔を絶やさない。明るく人当たりのいい性格で、女子に囲まれている事も多い。タロットカードを使った占いを得意とし、人の心が読めるとも噂もある。料理上手で、昼食は全て自作。掴み所がなく、時折他のジュエルファイブをからかう事も多い。反面自らの深い部分は他人に決して見せない。
城崎 翠雨（しろさき すいう）
声：置鮎龍太郎
魔女科の担任教師。25歳。身長183cm、11月25日生まれ、O型。
大阪弁を話すお気楽教師。授業中も雑談を交わすなどゆるい雰囲気だが、真面目で面倒見は良く生徒達からは人気が高い。オルタンシア学園のOBで当時は『トパーズの君』と呼ばれていた。オカルト部の顧問でもあり、趣味はオーパーツ集め。教師の傍ら、執筆活動やサイト運営などもしている。過去にはイギリスの魔術研究機関にいた事もあるが、ある事情によりやめ、現在に到っている。
ニャー
声：石田彰
主人公の使い魔である黒猫。本名は「ニャー＝オニャーテ・ガリニャーテ・グリニャール・スティニャーニ・マニャーニ・ミニャール・レニャーノ三世」。
主人公が魔女になると決めた時に両親からプレゼントされた。可愛い子猫だったが、今ではすっかり成長。度々無茶な行動をとる主人公にキレのあるツッコミを入れる。しかし主人公が落ち込んでいる時はためになる助言をくれる良きパートナー。ちなみに普段彼の言葉を理解できるのはマスターである主人公のみ。

## スタッフ
- 原案：オルタンシア学園理事会
- キャラクターデザイン・原画：倉持論
- 構成・シナリオ：加藤陽一
- シナリオ：大知慶一郎、山田由香
- ゲームシナリオ：星宮えりな
- 音楽：久保直人
- 音響監督：飯田里樹
- 音響制作：ダックスプロダクション
- プログラム：スクイズ研究所

## CD
- Happy☆Magic!ラブ×2デートCD

水無月 白夜（CV：入野自由）品番：PCCG-01131
新島 雅黒（CV：鈴村健一）品番：PCCG-01132
日向 紺（CV：平川大輔）品番：PCCG-01134
碧山 八重（CV：羽多野渉）品番：PCCG-01133
七瀬 紫陽（CV：遊佐浩二）品番：PCCG-01135
城崎 翠雨（CV：置鮎龍太郎）品番：PCCG-01136